# Randental
Als Randental wird das Tal im Kanton Schaffhausen/Schweiz bezeichnet, welches zwischen den Höhen des Randens und dem Wutachtal liegt. Das mit den beiden Dörfern Schleitheim und Beggingen besiedelte Tal ist auf den offiziellen Landeskarten namenlos. Die Bevölkerung, die Medien, aber auch die Behörden beider Talgemeinden und des Kantons Schaffhausen benutzen jedoch regelmässig den Namen Randental. Selten werden für das Tal die Ausdrücke Schleitheimertal oder Beggingertal verwendet.
Das landwirtschaftlich geprägte Tal fällt von den beiden Aussichtspunkten Schleitheimer Randenturm und Hagenturm steil ab.  Es wird durch den Begginger Bach/Schleitheimer Bach entwässert. Dieser mündet bei der Landesgrenze zu Deutschland in die Wutach, welche schliesslich in den Hochrhein fliesst.
Von der Hauptstrasse 14 zweigt in Schleitheim eine Regionalstrasse ab, die das Randental erschliesst. Bei Beggingen führt die Strasse weiter ins deutsche Fützen. Die teilweise noch unbefestigte Randenüberfahrt ist die kürzeste Verbindung in die Stadt Schaffhausen. Die Regionalen Verkehrsbetriebe Schaffhausen RVSH «SchaffhausenBus» erschliessen mit der Linie 21 das Randental.

## Historische Nennung
Das Randental kann als einheitlich bestehendes, als Lehen definiertes Territorium durch eine Überlieferung, die 1880 veröffentlicht wurde, für das 10. Jahrhundert angenommen werden. Es handelt sich um einen Bericht mit dem Titel Die Abtretung des Randentales an Reichenau von Dr. Wanner, hier zitiert nach dem Sammelband Altes und Neues vom Randen, 1911, in zweiter Auflage nach einer Erstausgabe von 1880. Die Darstellung des Berichts ist erzählerisch verfasst; gewertet und zitiert sind hier die darin enthaltenen historisch aktuell als gesichert bzw. als ‚verifizierbar‘ geltenden Informationen.

### Hintergrund

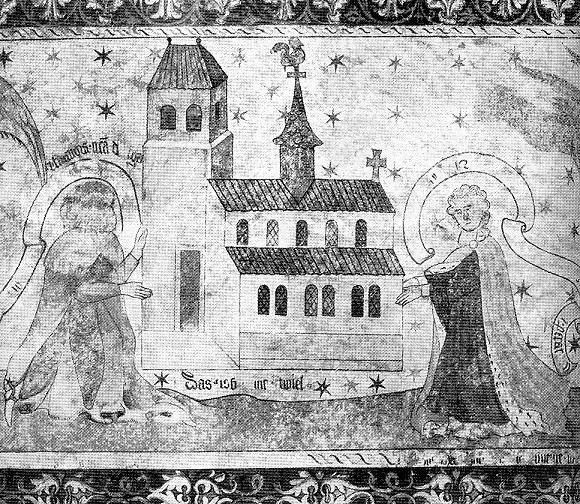
Hadwig und Burchard III. von Schwaben als Gründer des Klosters St. Georgen auf dem Hohentwiel im Jahre 970, Fresko um 1437

Der Zeitraum ist beschrieben – etwa 20 Jahre nach dem Ungarneinfall 954 –; nach dem Tod des Alamannengrafen und Herzog von Schwaben, Burchard III. Er hatte seine Güter seiner Frau Hadwig vermacht, die auf der gemeinsamen Residenz Twiel (dem Hohentwiel) blieb. Im Hintergrund entwickelte sich das neue Herrschaftsprinzip des Sachsenkaisers Otto dem Großen, der – im Gegensatz zu den Karolingern, die das Reich unter ihren Söhnen teilten – die Nachfolge an den (ältesten) Sohn einführte, um das Territorium in einer Hand zu erhalten. Zugleich begann Otto, die Erbfolge seiner Fürsten und Herzöge aufzuheben: Starb der Herrscher, so fiel sein Territorium dem Kaiser zu, der ohne Rücksicht auf die traditionelle Erbfolge in der Adelsfamilie den neuen Herrscher ernannte – der natürlich auch der familiäre Nachfolger sein konnte. Aber dies war eine Frage von Macht und Gunst.  
Im Falle Burchards, der ohne Kinder blieb, sollte ‚nach altem Brauch‘ die Herzogin Hadwig nun die Herrschaft antreten und sie verhielt sich auch so. Letztlich konnte sie aber nicht das Herzogtum Schwaben von ihrem verstorbenen Gatten erhalten, sondern nur das alte Familiengut Burchards. Der neue Kaiser Otto II. setzte einen ‚Ottonen‘ als neuen Herzog von Schwaben ein. Zu dem Familiengut, das der Hadwig belassen wurde, zählte nach der Überlieferung auch die „Randen-Talschaft“. 

### Die Überlieferung
Die Überlieferung setzt ein mit einem Besuch Ottos, der mit Zeit und Reiseweg historisch gesichert und dem Reichenauer Abt Rudiman (Ruodmann, 972–985) in den Mund gelegt ist: „Kaiser Otto, den sie den Großen nennen, hat uns, als er im August des Jahres 972 aus Italien zurückkehrend, im Rheintal und in den Gegenden am Bodensee anlangte und hier St. Gallen, Kostnitz und unser Gotteshaus besuchte, die Schenkung der Orte Trichtolfingen, Engeldorf und Rustindorf verheißen, allein der Tod ereilte den frommen Herrn vor der Zeit.“ Otto I. starb 973.
Geschildert werden anschließend die Feierlichkeiten um den Tod des Herzogs „Burkhard III.“ und der Unmut des versammelten Adels – unter anderen der „Baiernherzog Heinrich“ – über die neue Regelung der Übertragung von Macht [unter Otto II. (973–983)]. Heinrich: „Die Zeit der Selbstständigkeit der Herzöge ist dahin. Dem König gilt das Herzogtum weder als ein erbliches Lehen, noch macht er es von der Volkswahl abhängig, sondern er sieht in demselben nur ein Reichsamt, das er nach freier Entschließung erteilt und dem er nicht gewillt ist, irgend welche Vorrechte zu überlassen.“ (Dr. Wanner, 36). Der Konflikt von Otto II. mit dem Bayernherzog Heinrich II. sowie die Einsetzung des Kaiser-Neffen Otto 973 als neuem Schwabenherzog sind historisch.
Dies spricht auch für die Glaubwürdigkeit der Angabe, dass „außer verschiedenen kleineren Schenkungen […] der Herzogin nur der erbliche Besitz ihres Gemahls frei und uneingeschränkt zur Verwaltung überlassen (war). Dem Kloster Reichenau waren die Ort- und Talschaften Schleitheim, Beggingen, Brunthofen, Thalen, Schlatt und Grimmelshofen, einst Gut der fränkischen Krone, als Eigentum bestimmt, jedoch mit dem Beding, daß die Nutznießung desselben der Herzogin Hadewig Zeit ihres Lebens zustehe.“ (Dr. Wanner, 34). 
Damit ist eine Randentalschaft mit dem oben genannten Bestand, der damals auch Grimmelshofen einschloss, benannt.

### Zustand der Talschaft
Nach dem Tod des Abt Rudimann/Ruodmann [985], der laut Überlieferung „die Abtei in gar üblem Zustande“ hinterlassen habe, gelang es seinem Nachfolger „Wittigow“ – sein Leben ist als Witigowo (985–966) als Erneuerer der Abtei überliefert – von der Herzogin Hadwig die Talschaft bereits zu deren Lebzeiten zu erhalten.  
Sie ließ ihn rufen, nachdem „Abgesandte aus klett- und albgauischen Dorfschaften“ sie aufgesucht hatten und den Zustand ihres Landes beschrieben, das zum Erbgut der Hadwig gehörte. Die Männer berichten dem „Herrn von der Au“ von der Zeit, da „die wilden Hunnen in unseren Gau einbrachen, Alles plündernd, versengend, mordend.“ Es gelang wohl, „Frauen und Kinder in die Einöden des Schwarzwaldes“ zu bringen und nach vergeblichem Widerstand folgten ihnen auch die überlebenden Männer: 

„Ob sie auch da von den Wütrichen ereilt und gemordet wurden, wissen wir nicht, nur Wenige sind aus ihrem Versteck in die Heimat wiedergekehrt. […] Wir sind außerstande, unsere Häuser neu aufzubauen und unsere Aecker und Weinberge wieder zu bestellen. Die Kirche liegt in Trümmern, kein Priester verkündigt das Wort Gottes und das Volk kehrt zurück in Unglauben und loses Wesen.“

### Historischer Ungarneinfall
Die Forschung geht von zwei Ungarneinfällen entlang Bodensee und Hochrhein in den Jahren 926 und 954 aus. 926 wurde das Kloster St. Gallen geplündert und zerstört, vermutlich auch das Kloster Säckingen. Für den Rahmen der vorliegenden Randen-Überlieferung wäre dies ein zu früher Zeitpunkt, auch wird das Kloster St. Gallen im Text anfangs als ‚handelnder Akteur‘ genannt. So wird es sich um den Einfall im Jahr 954 gehandelt haben, dem vermutlich auch das Dorf Schwaben in der Rheinschleife bei Rheinau zum Opfer fiel und zu dem auch lokale Überlieferungen andernorts existieren.
Der Einfall 954 war der letzte, denn König Otto I. schlug mit einem neu aufgebotenen Heer die Ungarn 955 vernichtend in der Schlacht auf dem Lechfeld. An dieser Schlacht hatte auch Herzog Burchhard III. teilgenommen. Die heimgesuchten Landschaften konnten sich jedoch jahrzehntelang nicht erholen und oft wurden sie zudem von anfolgenden Seuchen niedergehalten.

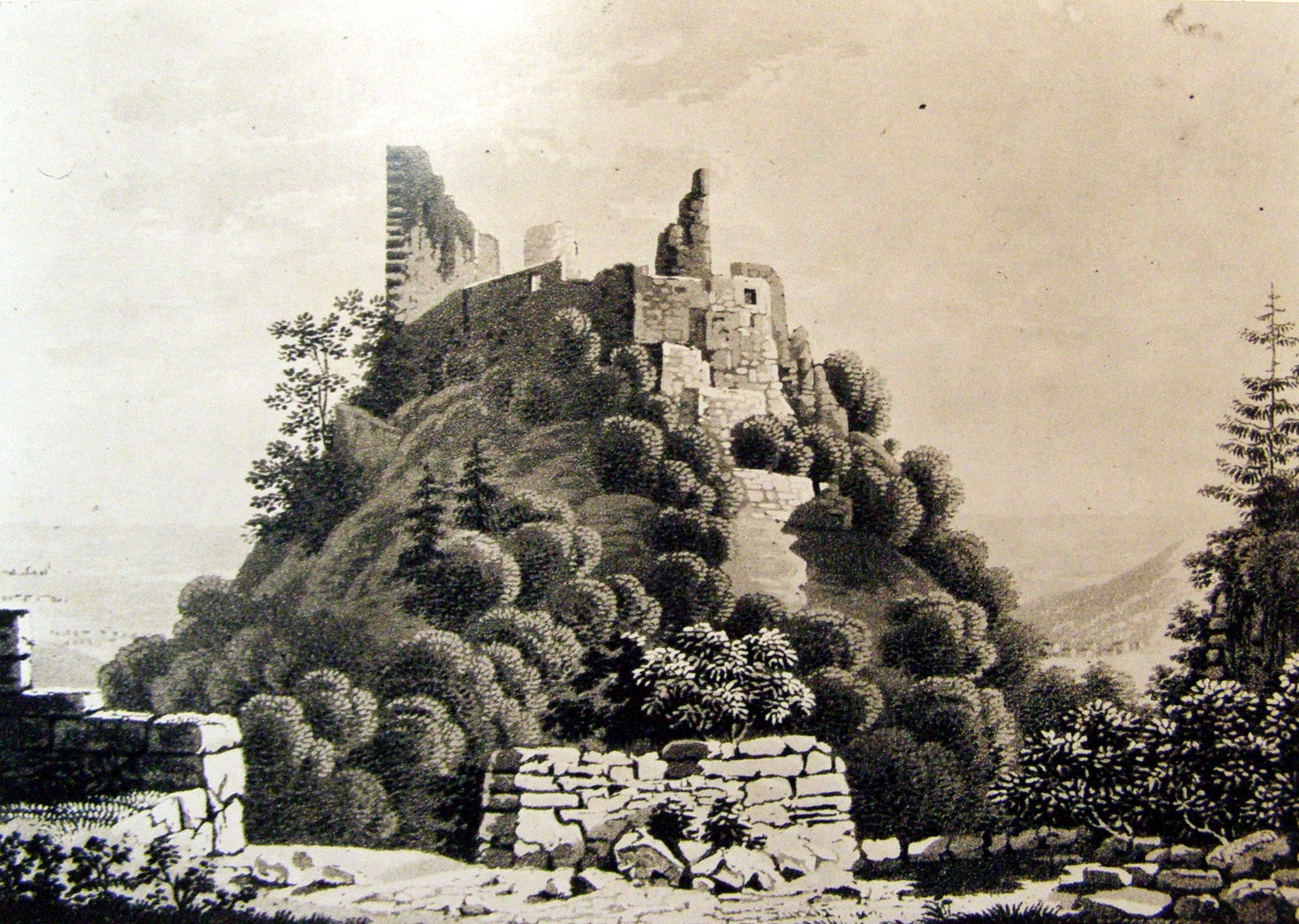
Zeichnung der Randenburg um 1820

Dem Abt erscheint als Gefahr auch der forcierte Burgenbau in der Region – die Förderung dieser Aktivität war auch eine Maßnahme der Ottonen gegen die Bedrohung durch die Ungarn. Genannt werden: Die Herren von Krenkingen, von Stühlingen und die Herren der Küssaburg. Lediglich der „Zürichgaugraf Manegold“ [nachgewiesen als: Manegold I., Graf im Zürichgau (* um 940/50, † 991)], erbaue eine Burg zum Schutz der Randentalschaft (Randenburg). (Dr. Wanner, 53). Der Adel würde sich über kurz oder lang die noch freien, doch wehrlosen Bauernschaften aneignen.

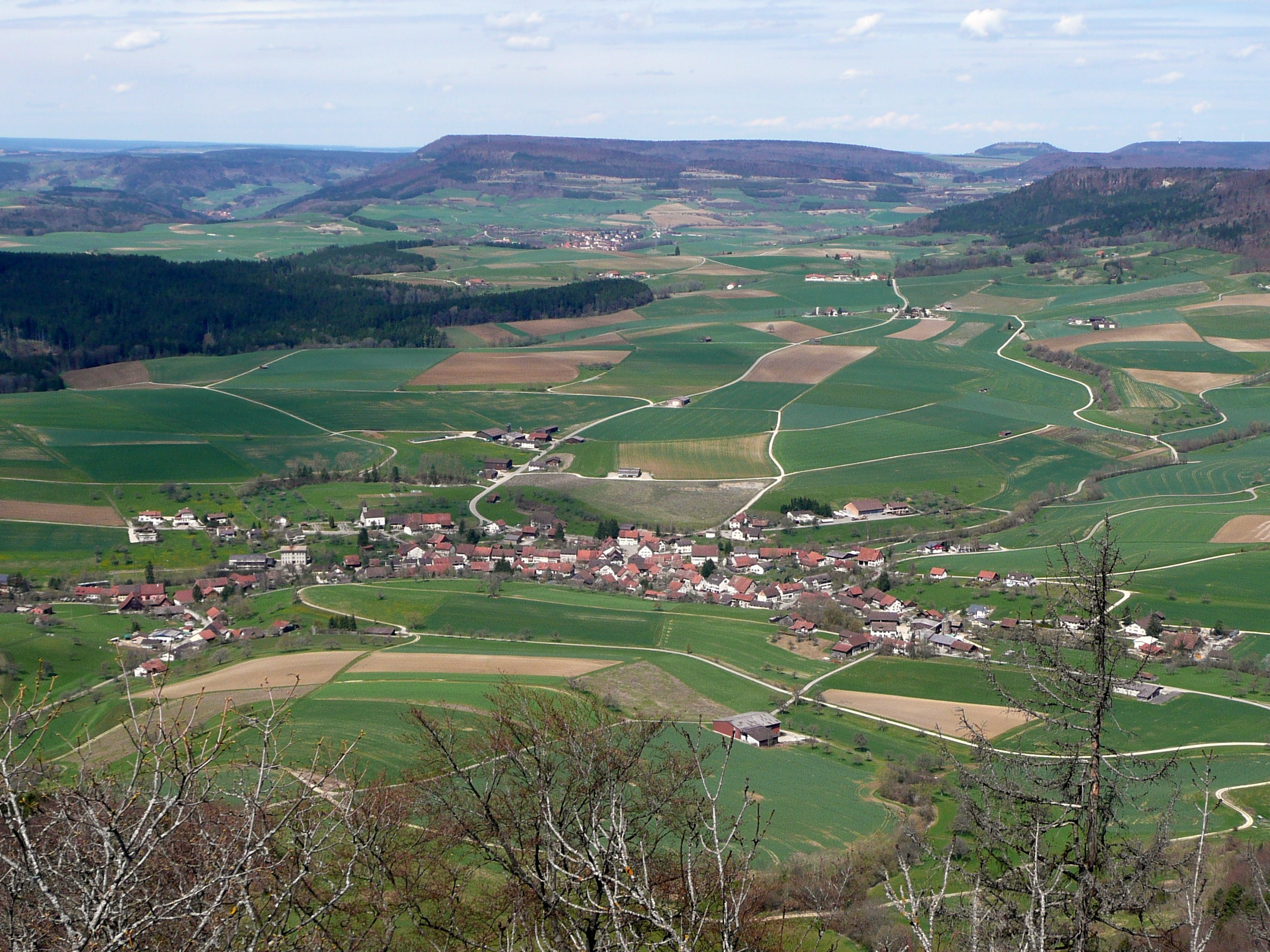
Blick vom Schleitheimer Randenturm auf Beggingen

### Übertragung ans Kloster Reichenau
Die Abgesandten wandten sich an ‚ihre Herzogin‘ um Hilfe, doch sah sich diese aufgrund ihrer Entmachtung nicht in der Lage, wirksame Unterstützung zu leisten: Aus dieser Einsicht heraus überträgt sie die ihr noch zugesprochenen Territorien – hier: „das weite schöne Tal am Randen“ noch vor ihrem Ableben und unmittelbar an das Kloster Reichenau. Witigow nahm den Neuaufbau in Angriff – „Viele der geflüchteten und versprengten Talbewohner kehrten in ihre Heimat zurück. Aus den umliegenden zerstörten Ortschaften, aus dem nahen Schwarzwald zogen neue Einwohner herbei und siedelten sich dauernd an.“ Neben Schleitheim „auch Beggingen und Grimmelshofen entstanden wieder als Dörfer, während Thalen, Brunthofen und Schlatt nur noch als einzelne Höfe fortbestanden.“ (Dr. Wanner, 56).

### Hinweis auf Juliomagus
Die Darstellung enthält auch einen Hinweis auf die ehemalige Römerstadt Juliomagus:

„Bei Anlegung der neuen Gebäude stieß man vielfach auf Überreste früherer Bauten, die sich wohl eine Stunde weit das Tal hinauf erstreckt haben mußten. Gut erhaltene Feuerstellen, schön eingelegte, farbige Fußböden, ja selbst Platten von Marmor wurden aufgedeckt und der Hofmeier erklärte, daß hier die Überreste einer uralten, vielleicht schon römischen Niederlassung vorlägen. Zum Teil wurde das aufgefundene Material, wie Türgerichte, Treppenstufen, Ziegel mit Inschriften, behauene Sandsteinplatten, steinerne Brunnenbecken, wieder verwendet. An anderen Orten, wo die Mauern über dem Erdboden heraufragten, die Lage aber nicht für eine neue Ansiedlung geeignet erschien, blieben dieselben stehen und man überließ es der Zeit, das Werk der Zerstörung allmählich, aber sicher fortzusetzen.“